# Llengua emiliana
L'emilià és una llengua romànica del grup gal·loitàlic parlada a l'Emília, la part occidental de la regió Emília-Romanya, que comprèn el sud de Llombardia i Vèneto, la part oriental de Ligúria i Piemont, i el nord de la Toscana.
Juntament amb el romanyol forma el contínuum lingüístic emilià-romanyol.
És una llengua diferenciada de l'italià (toscà), tot i que les nombroses interferències lingüístiques amb aquest, el fet de no tenir reconeixement oficial i que tots els seus parlants usen també habitualment la llengua majoritària de l'estat com a llengua culta i de relació pública, posen en perill la seva supervivència com a llengua.
L'àmbit territorial d'aquesta llengua s'estén des de Tortona a Ferrara, i entre el riu Po, l'Adriàtic i els Apenins, a la regió lingüística d'Emília.
Se'n distingeixen diversos dialectes, sense que es pugui dir que hi hagi una estandardització precisa o un dialecte central, encara que fa poc alguns lingüistes i apassionats han desenvolupat una koiné emiliana.